# 白细胞减少症
白细胞减少症是指外周血液中白细胞数持续低于4×109/升时的症狀。嗜中性粒细胞减少症是白细胞减少症的一种。顾名思义，这种病的表现是嗜中性粒细胞（白细胞中最常见的种类）的数量减少。

## 病因
化疗、放疗、白血病、急性骨髓纤维化症、再生不良性贫血都可以引起白细胞减少症。流感、红斑狼疮、霍奇金氏淋巴瘤、某些癌症、伤寒、疟疾、肺结核、登革热、立克次体感染、脾肿大、叶酸不足、鹦鹉病、败血病等也可以引起该病。缺铜或锌也会引起该病。
“赝白细胞减少症”可以在感染初期发生。这是因为大量的白细胞通过血管流向伤口。
某些药物，如氯氮平、及对免疫系统功能起抑制作用的药物，如西罗莫司、霉酚酸吗啉乙酯、他克美司、环孢霉素也会引起该病。用来治疗多发性硬化症的干扰素，如利比、倍泰龙等也可以引起白细胞减少。
长期服用用来治疗烟瘾的抗抑郁剂盐酸安非他酮也会导致该病。二甲胺四环素，作为一种常见抗生素也可以引起白细胞减少。
亦有报道称，丙戊酸，作为治疗癫痫、狂躁、偏头痛的药物可以导致白细胞减少。拉莫三嗪，另一种抗癫痫药物，被认为与白细胞减少有关联。

## 诊断
通常用全血细胞计数诊断白细胞减少症。
下图是常见血液检查参考图。图中，“white blood cell”指白血球数；“lymphocytes”指淋巴细胞数；“monocytes”指单核细胞；“Neutrophil granulocyte”指嗜中性粒细胞。“adult”指成人；“newborn”指新生儿；“1 year old”指一岁婴。

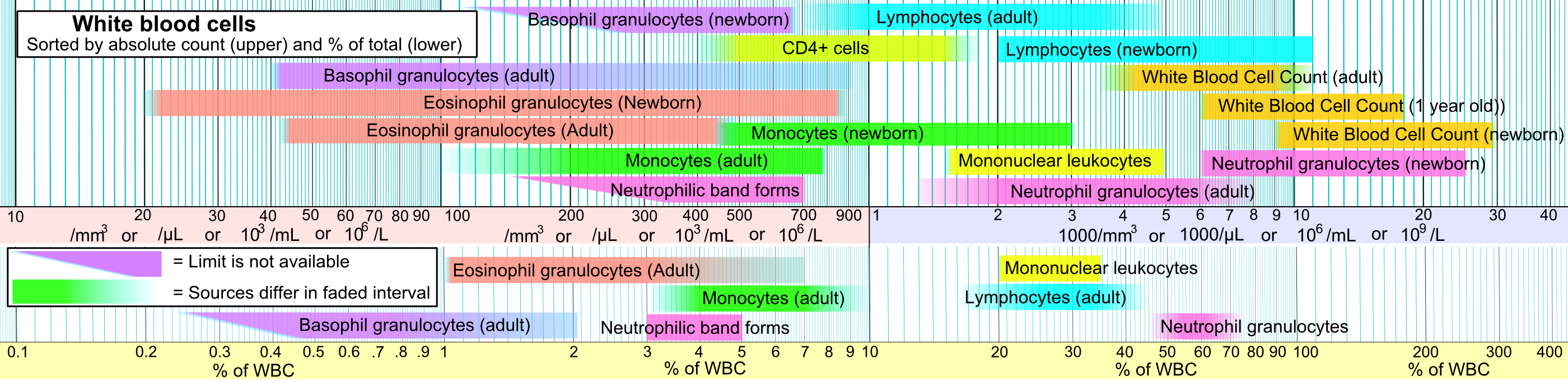

## 饮食
饮食宜清淡而富于营养，忌肥甘厚腻，以防湿生困。急性粒细胞缺乏的感染期，要慎食温补的食物，如辛辣、虾、蟹等。临床上处在慢性白细胞减少期应进食补益脾、肾、血、气、阴之品，不宜进食生冷。可作饮食治疗的药物与食物有：香菇大枣、黄精、虎杖、龟甲、鹿角胶、鸡血藤、太子参、黄芪、砂仁、陈皮、佛手、麦门冬、女贞子、茧丝子、黑木耳等。